# アンドロメダ座RS星
アンドロメダ座RS星（アンドロメダざRSせい、RS Andromedae、RS And）は、アンドロメダ座の脈動変光星である。

## 特徴
アンドロメダ座RS星が変光星であることを発見したのは、フレミングとされる。
アンドロメダ座RS星は、SRA型の半規則型変光星に分類され、136日の周期で変光し、極大等級は7.0等、極小等級は9.4等とされる。SRA型は、半規則型変光星の中でも周期性の良い変光をする赤色巨星が分類される型であり、アンドロメダ座RS星自身も脈動に伴いスペクトル型がM7とM10の間で変化する赤色巨星である。

## 名称
「アンドロメダ座RS星」という名称は、変光星の命名規則に従って付与されたもので、アンドロメダ座で11番目の変光星であることを意味する。